# Maurice Bowra
Sir Cecil Maurice Bowra, (8 de abril de 1898 - 4 de julho de 1971) foi um erudito clássico, crítico literário e acadêmico inglês, conhecido por sua sagacidade. Ele foi diretor do Wadham College, Oxford, de 1938 a 1970, e atuou como vice-chanceler da Universidade de Oxford de 1951 a 1954.

## Vida e obra
Cecil Maurice Bowra nasceu em Jiujiang, no rio Yangtze, na China, filho de um funcionário da alfândega britânica no serviço chinês. A partir de 1903, ele passou sua juventude em sua terra natal britânica. Em 1917 prestou serviço militar na frente francesa, pelo que só pôde começar a estudar filologia clássica em Oxford (New College) após a assinatura da paz. Depois de completar seus estudos, tornou-se membro e tutor no Wadham College em 1922. Desde 1938, Bowra foi Diretor do Wadham College. No mesmo ano foi admitido na Academia Britânica, da qual foi presidente de 1958 a 1962. Ele esteve lá de 1946 a 1951 Professor de Poética e vice-chanceler da Universidade de Oxford de 1951 a 1954.
Além de seus deveres administrativos, Bowra se preocupava com a literatura grega antiga. Entre outros escritos, escreveu obras sobre a Ilíada (1930), sobre a poesia grega antiga (1936), sobre Sófocles (1944), sobre Píndaro (1964) e sobre Atenas de Péricles (1971). Bowra também atuou na literatura comparada, na qual também escreveu várias obras, incluindo 'Heroic Poetry' em 1952, um estudo comparativo da poesia heroica de todos os tempos e povos.